# Danilo D'Ambrosio
Danilo D'Ambrosio, född 9 september 1988, är en italiensk fotbollsspelare som sedan 2023 spelar för Monza.

## Karriär
Den 2 augusti 2023 värvades D'Ambrosio av Monza, där han skrev på ett ettårskontrakt.